# تشانغ جون
تشانغ جون (بالصينية: 張軍) هو لاعب كرة الريشة صيني، ولد في 26 نوفمبر 1977 في سوجو في الصين.

## وصلات خارجية
- تشانغ جون على موقع BWF.tournamentsoftware.com (الإنجليزية)
- تشانغ جون على موقع BWFbadminton.com (الإنجليزية)
- تشانغ جون على موقع اللجنة الأولمبية الدولية (الإنجليزية)
- تشانغ جون على موقع أوليمبيديا (الإنجليزية)